# Smlouva o přistoupení (1985)
Smlouva o přistoupení z roku 1985 byla dohoda mezi členskými státy Evropských společenství, Španělskem a Portugalskem o přistoupení těchto zemí do ES. V platnost vstoupila 1. ledna 1986. Smlouva upravila přistoupení Španělska a Portugalska k ES a upravila dřívější smlouvy Evropských společenství. Jako taková je nedílnou součástí ústavního základu Evropské unie.

## Úplný název
Úplný oficiální název smlouvy je:
Smlouva mezi Belgickým královstvím, Dánským královstvím, Spolkovou republikou Německo, Řeckou republikou, Francouzskou republikou, Irskem, Italskou republikou, Lucemburským velkovévodstvím, Nizozemským královstvím, Spojeným královstvím Velké Británie a Severního Irska (členské státy Evropských společenství) a Španělského království, Portugalské republiky, o přistoupení Španělského království a Portugalské republiky k Evropskému hospodářskému společenství a Evropskému společenství pro atomovou energii.